# Georges Chalandon
Pour les articles homonymes, voir Chalandon.
Georges Claude Louis Pie Chalandon (né le 15 février 1804 à Lyon et mort le 28 février 1873 à Aix-en-Provence) est un archevêque français du XIXe siècle qui a été archevêque d'Aix-en-Provence de 1857 à 1873.

## Biographie
Coadjuteur d'Alexandre Devie, évêque de Belley, il est sacré évêque titulaire de Thaumacus (de) le 12 janvier 1850. Il succède le 25 juillet 1852 à Devie à son siège, puis est promu archevêque d'Aix-en-Provence le 19 mars 1857 où il décèdera le 28 février 1873.

## Armes
D'azur à un Saint-Georges de carnation, vêtu et nimbé d'or, portant un bouclier d'argent à la croix d'azur, monté sur un cheval de bataille effaré, bardé, houssé et caparaçonné d'or, foulant aux pieds un dragon ailé de sinople, près d'une église d'argent posée à sénestre ; à la champagne d'argent chargée d'un roquet de gueules, accosté de 4 têtes de clou de sable.

## Distinctions
- Officier de la Légion d'honneur (12 août 1862)[2]